# Lazarus (musical)
Lazarus è un musical con musiche e testi scritti da David Bowie. Rappresentato a New York per la prima volta a partire dalla fine del 2015, fu uno degli ultimi lavori di Bowie completati prima della sua morte il 10 gennaio 2016.
Il musical si ispira al romanzo di Walter Tevis L'uomo che cadde sulla Terra e racconta la storia del suo protagonista dieci anni dopo le vicende narrate nell'opera letteraria.
L'ultima apparizione pubblica di Bowie prima della morte ebbe luogo il 7 dicembre 2015 alla prima del musical.
Il sindaco di New York dichiarò "David Bowie Day" l'ultimo giorno di rappresentazione del musical (20 gennaio 2016) in onore all'artista recentemente scomparso.

## Produzione
Il musical venne messo in scena per un periodo limitato dal New York Theatre Workshop di Manhattan, diretto da Ivo van Hove. Come per il contemporaneo album di Bowie Blackstar (con il quale condivideva la canzone Lazarus), la maggior parte della lavorazione del musical venne tenuta segreta fino alle prove generali nel novembre 2015. Il musical debuttò a teatro il 7 dicembre 2015 con una pianificazione in scena fino al 17 gennaio 2016, anche se la produzione fu poi estesa fino al 20 gennaio 2016. I biglietti disponibili per gli spettacoli, andarono tutti esauriti in poche ore.

## Cast
- Michael C. Hall: Thomas Jerome Newton[7]
- Cristin Milioti: Elly, assistente di Newton[11]
- Sophia Anne Caruso: Musa di Newton[12]
- Michael Esper: Valentine[12]
- Alan Cumming: Assassino della ragazza (inserto video)[13]

## Colonna sonora
Il 21 ottobre 2016 è stato pubblicato l'album Lazarus: Original Cast Recording. Il disco contiene, oltre alle esibizioni del cast del musical, tre brani di David Bowie precedentemente inediti, incisi poco tempo prima della morte, No Plan, Killing a Little Time, e When I Met You.